# Ameerega petersi
Ameerega petersi es una especie de anfibio anuro de la familia Dendrobatidae. Esta rana se distribuye entre los 274 y 800 m de altitud en las cuencas de los ríos Ucayali y Huallaga en Perú y en la del río Jurua en Brasil. Habita en selvas primarias. Pone sus huevos entre la hojarasca. Una vez que eclosionan, los adultos cargan los renacuajos a su espalda y los llevan hasta los arroyos donde se desarrollarán.
El holotipo es una hembra que mide 28.0 mm. Esta especie lleva el nombre en honor a James Arthur Peters.
La especie Ameerega smaradigna que se distribuía por la provincia de Oxapampa de Perú se consideraba hasta hace poco una especie independiente pero ahora se considera un sinónimo de A. petersi.

## Publicación original
- Silverstone, 1976 : A revision of the poison arrow frogs of the genus Phyllobates Bibron in Sagra (Family Dendrobatidae). Natural History Museum of Los Angeles County Science Bulletin, vol. 27, p. 1-53.